# الربيعية (بريدة)
الربيعية : أحد مراكز إمارة منطقة القصيم، تقع في شرق بريدة على مسافة 25 كيلاً. ويقطنها 2867 نسمة.

## التسمية
الرُّبَيْعِيَّة - بتشديد الراء فباء مفتوحة فعين مكسورة فياء مشددة، فتاء مربوطة أخيرة - والرَّبيعَية على صيغة النسبة إلى الربيعة وهي في اللغة الرَّوضة من الأرض، والربيعية : موضع يرتبعون فيه البدو، وهو أيضاً: جماعة الناس.
قال محمد ناصر العبودي: «الرُّبَيْعِيَّة على صيغة النسبة إلى الربيعي والأمر فيها كذلك فهى منسوبة إلى الربيعى ففتح الباء - تصغير الربعى هو رجل أصله من أهل الشقة كان من أوائل من ملكوا فيها زراعة وأرضا.»

## الجغرافيا
قال محمد ناصر العبودي: الربيعية قرية هامة من القرى القليلة الواقعة إلى الشرق من مدينة بريدة وفي البطين الذي يشملها ويشمل الشماسية إذ تقع في الشمال منه والشماسية إلى الجنوب وتبعد عن بريدة حوالى 32 كيلاً. الربيعية كانت تعرف في القديم بالروضة وبروضة الربيعى ولكنها بعد أن اتسع عمرانها وزادت أهميتها كادت تنسى التسمية الأُولى، وأصبحت لا تُعرف إلا بالربيعية، وهي غزيرة الماء ولعل لموقعها دخلا ًفي ذلك فهي لا يفصلها عن مجرى وادي الرمة الا كثبان رملية يبلغ عرضها حوالى أربعة أكيال، ومن المعلوم أن الكثبان الرملية لا تحجز المياه، بل هي ترشحها، وتلك الكثبان تشبه السد الطبيعى لمجرى وادي الرمة ، فهو يأتى من الغرب ذاهبا للشرق حتى إذا وازى الربيعية ووقفت في وجهه الرمال انعطف إلى الشمال واستمر إلى جهة الشمال الشرقى حتى ينتهى قرب الجعلة في الأسياح.

## التاريخ
الربيعية ليست قديمة العمران، يقال : إن عمرها لا يكاد يتجاوز مائتين وخمسين سنة، والمعروف أن أهالى الشماس لما ذهبوا إلى تلك الجهة يبحثون عن مكان يعمرونه ويكون خاصاً بهم، بعد أن شعروا بأن نفوذ مدينة بريدة أخذ يقوى وخشوا أن يتغلب على بلدتهم ( الشماس ) التي تقع بالقرب من بريدة مروا بمكان الربيعية، وكانت مجرد روضة جميلة وكادوا ينزلونها إلا انهم استصغروها وخافوا أن تضيق أرضا بهم وبمن سيجاورهم فهجروها واختاروا عليها الشماسية، ثم اشتهرت الربيعية في السنين الأخيرة بمرور خط السيارات الذاهب من القصيم إلى الرياض بها فصارت محطة فيه هامة، الا أن ذلك زال بمجرد أن تمت سفلته الطريق المار بالسر إلى الرياض في عام 1388 هـ إلا أنه تقرر أن يمر بقربها مسفلت جديد وهو الخط الذي يأتى من الرياض فيمر بمقاطعة سدير ثم الزلفي ثم ينتهى بمدينة بريدة.
أما التاريخ المكتوب للربيعية فإنه شحيح ضحل، وقد ورد اسمها (روضة الربيعى ) لا الربيعية، ولكن ذلك كان في تاريخ متأخر فقد أورد ابن عيسى خبر غزاة للأمير عبدالله بن فيصل ابن تركى تمت عام 1277 هـ وأنه أغار على بعض أهل البدو في الزلفي وأخذهم، ثم سار إلى القصيم ونزل روضة الربيعى .

## الربيعية والقصور
من أهم القصور الأثرية في الربيعية قصر الأمارة القديم ويسمى قصر الحوطة، وقد أسسه مهنا الصالح أبا الخيل قبل توليه الأمارة في بريدة حين اشترى جزءاً من ملك الربيعي، ويقع هذا القصر جنوب الجامع الكبير، وكان يتألف من دورين، ويُحيط به سور ضخم مربع الشكل، في كل زاوية منه مقصورة مرتفعة البناء، وبداخله آبار للماء، وقد تهدمت بعض اجزائه، وهو القصر الذي حُوصر فيه بعض أهالي الربيعية عندما هجم عليهم بندر بن رشيد، وأيضاً قصر البازعي أمير الربيعية سابقاً، ويقع جنوب غرب المدرسة الابتدائية السعودية، ويتواجد فيه بعض المقاصير، ويُحيط به سور ضخم، ويتكون من طابقين، وقد استضاف فيه البازعي الملك عبدالعزيز عدة مرات، كما أنها هناك الكثير من القصور التي تهدمت اجزائها، والتي تنتشر داخل بعض المزارع القديمة.